# 秭归县
秭归县是湖北省宜昌市的一个县，古稱歸藏國。楚國诗人屈平的故乡，屈平為華陽國高陽氏之後，中國著名的脐橙生產地之一。

## 历史
在商朝時，有稱為夔越的族群居住於此，建立夔國。在西周時，楚國勢力擴張，被併入楚國。
汉代始设县，东汉末年属于曹操设置的临江郡。建安十三年（208年），曹操在赤壁之战败北后，为益州牧刘璋所占，随即被孙权夺取交给刘备，刘备将临江郡并入宜都郡。建安二十四年（219年），孙权再夺取宜都郡，以巫县、秭归设立固陵郡。固陵郡在夷陵之战中一度被刘备攻取，被孙权收复后仍并入宜都郡。永安三年（260年），秭归隶属于吴景帝孙休分宜都郡所置的建平郡。
北周改长宁县，同时置秭归郡。隋朝废秭归郡，长宁县复名秭归县，属巴东郡。唐朝时曾设立归州治秭归。在民初時期，1912年改名归州县，1914年恢复秭归县之名，一直沿用至今。

## 人口
宜昌市第七次全国人口普查公报显示：秭归县常住人口为324642人，男性人口占比51.38%，女性人口占比48.62%，年龄结构中0-14岁占比11.54%，15-59岁占比60.29%，60岁以上占比28.17%，65岁以上占比20.33%。

## 行政区划
秭归县下辖8个镇、4个乡：
茅坪镇、归州镇、屈原镇、沙镇溪镇、两河口镇、郭家坝镇、杨林桥镇、九畹溪镇、水田坝乡、泄滩乡、梅家河乡和磨坪乡。

## 交通
- 348国道过境，汉渝高速、房五高速已列入规划[4][5][6]。